# Neptis serapia
Neptis serapia är en fjärilsart som beskrevs av Hans Fruhstorfer 1907. Neptis serapia ingår i släktet Neptis och familjen praktfjärilar. Inga underarter finns listade i Catalogue of Life.